# 邵氏片場

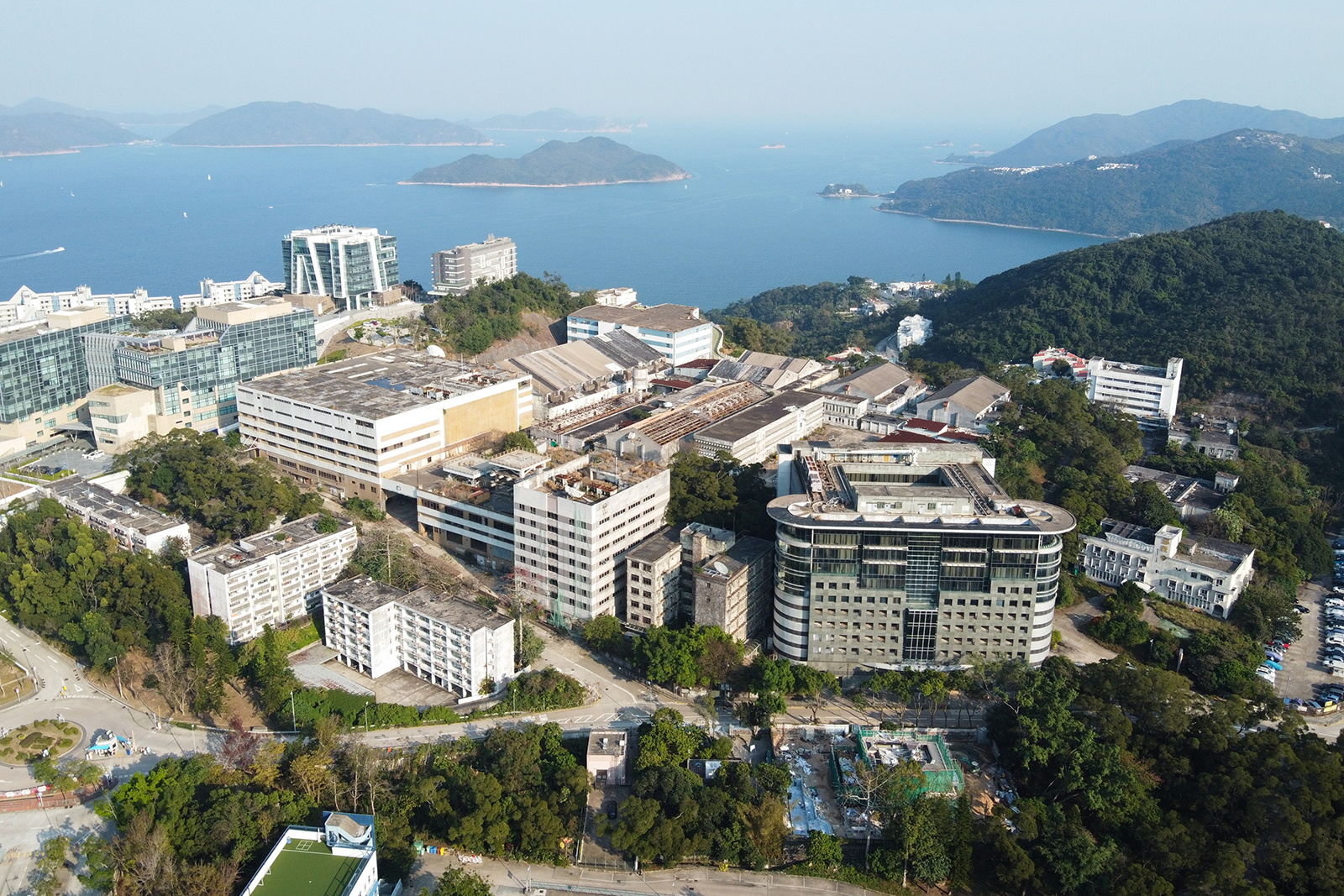
邵氏片場全貌

邵氏片場（英語：s）位於香港新界西貢區清水灣半島大埔仔，毗鄰香港科技大學。是香港邵氏影业公司的總部和製作基地，於1961年開幕，佔地16.8萬平方米，為當時全球最大的私營影城，有「東方荷里活」之稱。1980年代邵氏電影停產後，電視廣播有限公司耗資超過4億港元將其改建為清水灣電視城（英語：TV City），於1988年從九龍廣播道遷入，成為無綫電視及旗下部份公司的無綫電視第二代總部。2003年，無綫電視總部遷往將軍澳電視廣播城。隨著邵氏影業於2005年分期由清水灣遷至佔地超過10畝的將軍澳邵氏影城，邵氏片場正式完成歷史任務，處於廢墟狀態。2015年，邵氏片場被列為香港一級歷史建築。現時電視城地皮由復星國際全資附屬公司Clear Water Bay Land Company Limited全資擁有。

## 歷史

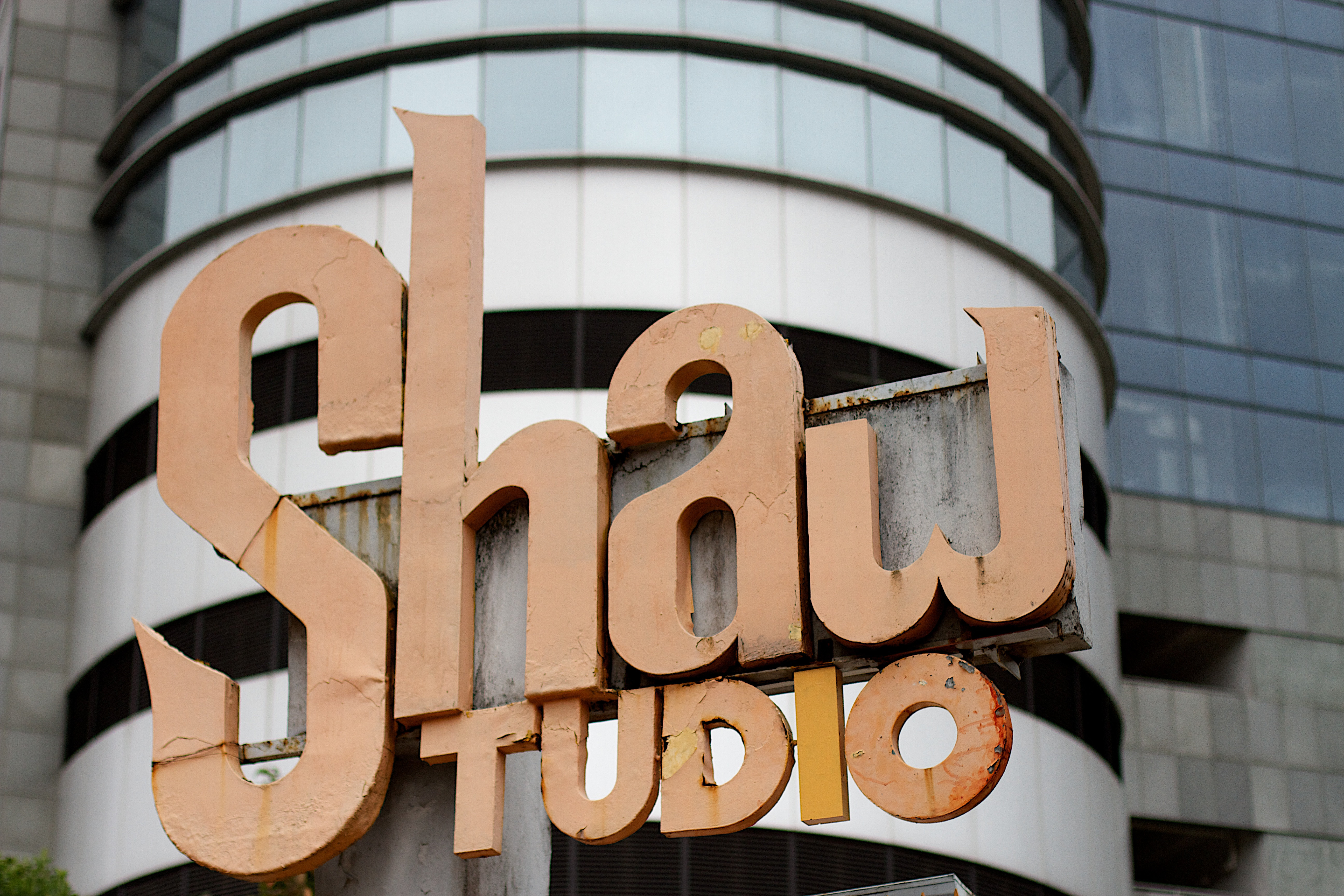
片場入口門牌

### 邵氏片場時期
1957年，邵逸夫從新加坡到香港定居，部署擴充在香港的電影製作業務，先後成立邵氏兄弟（香港）有限公司，並購入九龍清水灣地皮籌建片場，由著名建築師甘洺（Eric Cumine）规划设计，歷經三年建設，清水灣邵氏片場於1960年啟用，1965年初步完工，並持續擴建，佔地約六十五萬平方呎，影城擁有15個攝影棚、兩條外景街道、剪輯間、沖印間、餐廳、職員宿舍等設備，並引入荷里活大型片廠制度，實施流水式生産線，為便於古裝影片拍攝工作，廠內更設有一處「古裝街」作取鏡之用。

### 清水灣電視城時期
1980年代邵氏電影停產後，將影城出租予同為邵逸夫旗下的電視廣播有限公司。無綫電視將其改建為清水灣電視城，並設16個錄影廠，總面積超過6500平方米，作為無線電視制播和行政的總部。1988年10月21日，清水灣無綫電視城落成啟用，而無綫電視位於九龍廣播道的舊總部由新聞部全面佔用，進入「一台兩址」的過渡期。
1980年代尾，當時仍稱為「香港第三間大學」的香港科技大學正式定址於電視城附近的對面嶺高希馬軍營工地；後來，香港科技大學建校計劃規模由約40公頃擴至60公頃，並永久徵用電視城內「古裝街」短期租約土地作第三期發展。此舉使當時的無綫電視大股東邵氏家族甚為不滿，更因而一直不向香港科技大學捐款，直至邵氏基金會於2019年向科大捐建逸夫演藝中心為止。
1991年11月16日，電視城道具倉發生五級大火，整個道具倉燒毀，其後於原址重新興建。
1993年4月11日，隨著電視廣播大廈的落成，位於九龍廣播道原址的無綫電視新聞部亦於同日起遷入邵氏片場，至此結束無綫電視「一台兩址」的局面。

### 清水灣電視城搬遷
鑑於清水灣電視城的設施不敷應用，無綫電視於1998年開始籌劃興建新總部。於1999年4月落實總部而提前陸續遷入將軍澳創新園新電視廣播城總台，2000年3月8日舉行將軍澳電視城動土儀式。

### 將軍澳電視城時期
2002年8月8日，但隨著電視廣播城之後的第一間戲劇錄影廠啟用後，無綫電視清水灣電視城總台因提早搬遷計劃後開始陸續遷入移步至將軍澳區工業邨電視廣播城，同時戲劇錄影廠大樓的5間戲劇錄影廠正式運作。
至2003年9月21日，最後一個搬遷到電視廣播城的部門——無綫電視新聞及資訊事務部——遷離到將軍澳創科園後，而清水灣無綫電視電視城邵氏影城正式長達完成了結束15年的歷史任務，之後就陸續遷入將軍澳工業邨總部。

## 重建

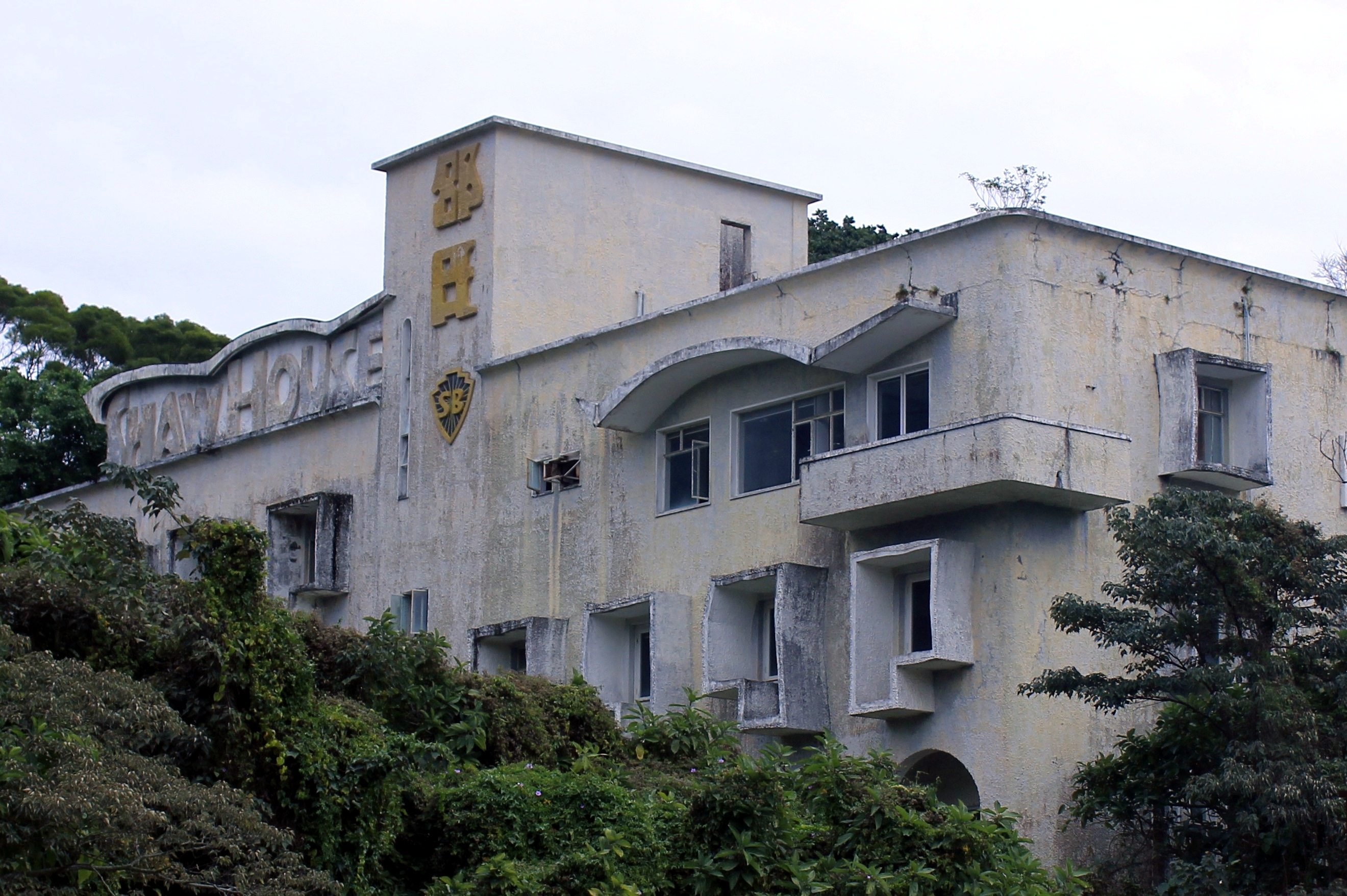
1960年建成的行政大樓

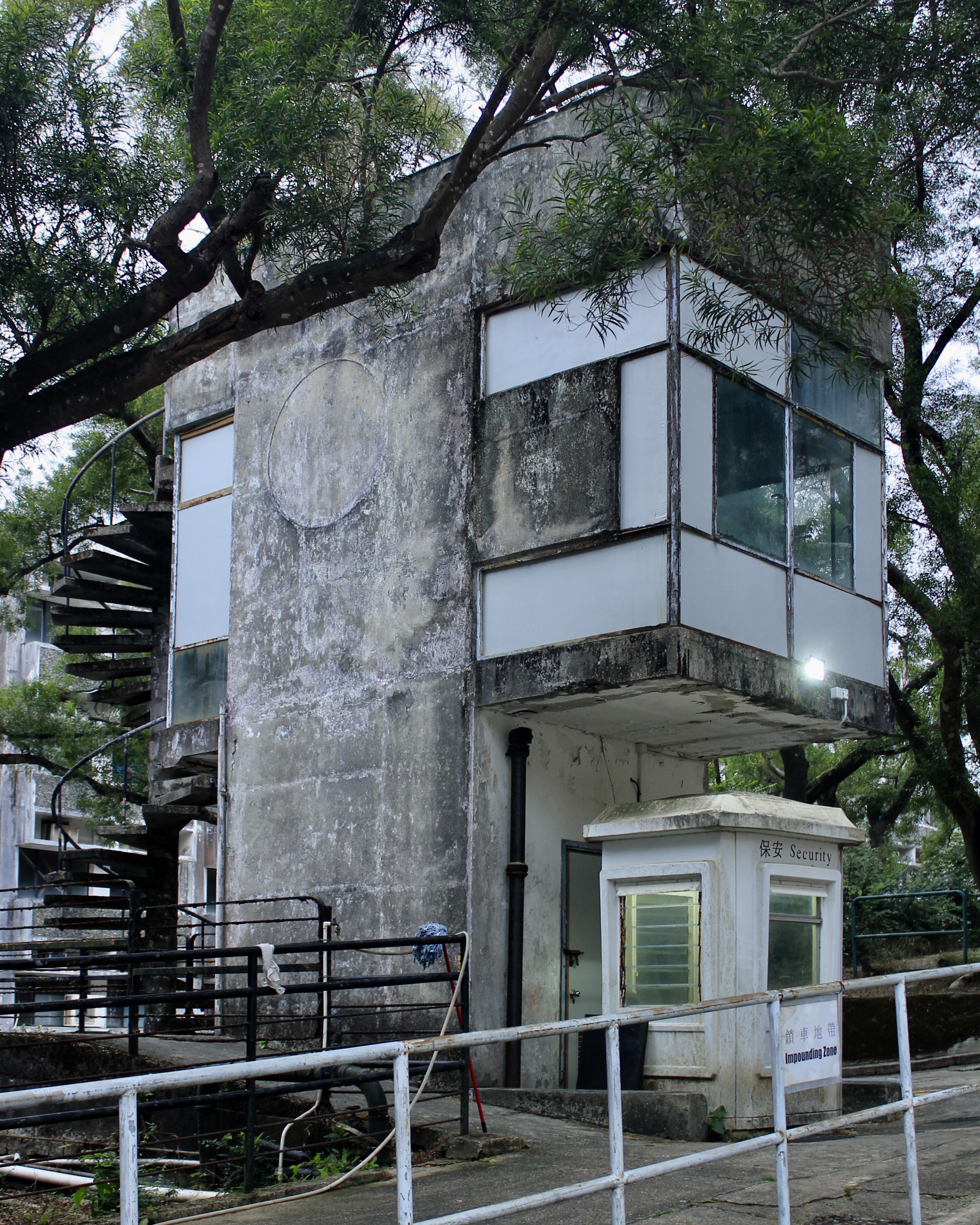
1968年建成的守衛室

2002年，當年仍然是上市公司的邵氏兄弟向城規會申請將電視城改作為綜合發展區，更與從收購電視企業時承繼地皮部分權益的南華早報集團合作；但因改建項目會影響清水灣道的交通負荷，所以延期審理。直至2006年4月，城規會批准興建956住宅單位，包括40幢三至八層高住宅、115間旅館房間、約26萬方呎零售樓面；不過，大興土木前，必須達到一項條件：要擴闊大埔仔與坑口道之間的一段清水灣道。
城規會批准方案後，電視城改建工程一直未有動工。至2008年，邵氏兄弟提交另一方案，將單位伙數減至757伙，希望城規會放寬審批。城規會雖然同樣通過新方案，但仍堅持邵氏兄弟要先擴闊大埔仔與坑口路之間的一段清水灣道；但該路段附近有很多獨立屋，擴闊工程必然會影響屋外景觀。
根據西貢區議會2004年的文件，曾討論過電視城發展住宅對清水灣道的交通影響。城規會當年批出956伙方案時列明，項目要在2014年10月前得到運輸署或城規會滿意有關道路能應付交通流量，才可施工。
基於邵氏兄弟在香港電視界及香港電影界的地位突出，古物諮詢委員會於2015年3月4日下午通過將位於大埔仔的邵氏片場整體定為一級歷史建築，並且通過再研究是否將邵氏片場內的邵氏別墅及行政大樓等具有代表性的建築物都升級為法定古蹟。同日早上，發展局透露，業主取消了一項拆卸申請。
2016年，原名「南華早報集團」的南潮控股，將電視城售予復星國際。
2017年9月，復星國際再向城規會申請將本建築群重建，提供749個低密度單位及183間酒店客房，並由呂元祥建築師事務所擔任發展顧問，但只有行政大樓、毗鄰的片倉及配音室獲得保留，改建為含文物展示場地的商業設施。而一號錄影廠、邵氏別墅部分外牆、製片部及等部份地方會作保育。而被評為2級歷史建築的2號宿舍則會拆卸。在諮詢期內共獲10份公眾意見中有9份反對有關申請，認為發展未有尊重被獲得一級的歷史建築。但規劃署表示不反對下，城規會在2019年3月22日的會議上通過發展申請。但直至2020年10月，拆卸工程才展開，到2021年7月，大部分範圍被夷平，包括被評為2級歷史建築的二號宿舍，被列入歷史建築的製片部、多個錄影廠、採購部等建築物，該處只有3座建築（邵氏行政大樓、片倉、配音室）獲得保留。
2022年4月19日據屋宇署2月份最新資料顯示邵氏片場獲批興建14幢三層高洋房、23幢樓高六層至十一層的分層住宅，以及一座會所，整個項目總樓面面約105.09萬平方呎

## 設施

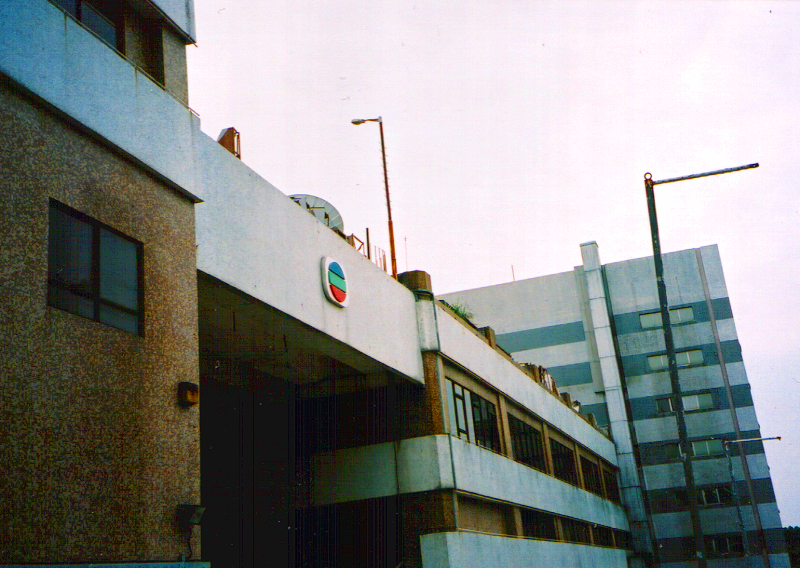
無綫電視大樓舊翼與電視廣播大廈

- 無綫電視大樓（分為舊、新翼，前者於1988年啟用，後者於1993年落成並冠名為「電視廣播大廈」）
- 錄影廠（包括一廠、二廠）
- 服裝間
- 製片部
- 外景拍攝場地（包括古裝街）
- 宿舍（包括行政人員宿舍）

## 參看
- 電視廣播有限公司
- 電視廣播城
- 邵氏影城

## 資料來源
1. ↑  .   [2021-04-15]. （原始内容存档于2021-04-16）.
2. ↑  . 華僑日報第四頁. 1991年11月17日.（繁體中文）
3. ↑  .   [2020-02-24]. （原始内容存档于2015-04-02）.
4. ↑  邵氏片場定一級歷史建築 （页面存档备份，存于） 《東方日報》2015年3月5日
5. ↑  張嘉敏. . 香港01. 2019-03-22  [2020-02-24]. （原始内容存档于2020-02-24）.
6. ↑  王潔恩. . 香港01. 2021-07-26  [2021-07-31]. （原始内容存档于2021-07-31）.

## 外部連結
- Alfred Ho：《舊邵氏片場的建築遺補》（页面存档备份，存于） - 立場新聞